# Sven Kjellström

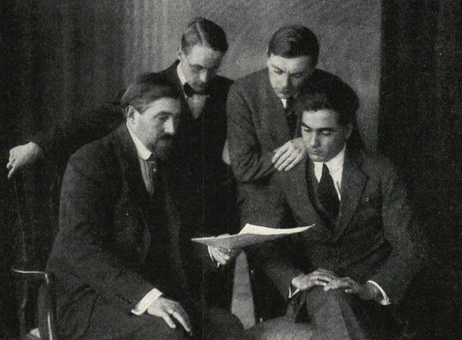
Kjellströmskvartetten; från vänster Sven Kjellström, Einar Grönvall, Gösta Björk och Carl Christiansen.

Sven Kjellström, född den 30 mars 1875 i Luleå stadsförsamling, Norrbottens län, död 5 december 1950 i Sankt Matteus församling, Stockholms stad, var en svensk violinist. Han var far till Ingrid Kjellström.

## Biografi
Kjellström var elev vid konservatoriet i Stockholm 1888–1892 och verkade efter en tids anställning som violinist i Kungliga Hovkapellet som solist och lärare. Han bedrev 1897–1899 ytterligare studier i Paris, där han 1900–1904 var 1:e violinist i Colonneorkestern och medlem av Viardotkvartetten. Han kom efter konsertverksamhet bland annat i Paris, London, Berlin och Köpenhamn 1909 tillbaka till Sverige, där han i musikaliskt hänseende snart intog en framträdande ställning. Han var medstiftare av Kammarmusikföreningen 1911 och grundade samma år en egen kvartettensemble, vilken under sin 18-åriga verksamhetstid kraftigt bidrog till höjandet av den svenska kammarmusikkulturen. Kjellström var dessutom 1914–1917 och 1923–1928 förste konsertmästare vid Stockholms konsertförening. Han var från 1929 direktör för Konservatoriet och tilldelades samma år professors namn. Han invaldes den 31 oktober 1912 som ledamot 542 av Kungliga Musikaliska Akademien och tilldelades 1915 Litteris et Artibus.
Kjellström var varmt intresserad av folkmusik och verkade både som exekutör och bedömare av spelmansstämmor. Han är begravd på Norra begravningsplatsen utanför Stockholm.